# Melocactus lanssensianus
Melocactus lanssensianus é uma espécie botânica de plantas da família das Cactaceae. É endêmica do sudeste do estado de Pernambuco, no Brasil. É uma espécie que corre risco de extinção pela destruição de seu habitat.
É uma planta perene carnuda e globosa armados com espinhos, de cor verde e com as flores de cor desconhecida.

## Fonte
- Taylor, N.P. 2002.  Melocactus lanssensianus.   2006 IUCN Red List of Threatened Species.    acessado em 22-08-07.